# Uztárroz/Uztarroze
Uztárroz / Uztarroze (spanisch Uztárroz, baskisch Uztarroze) ist ein Ort und eine Gemeinde im baskischsprachigen Teil der Autonomen Gemeinschaft Navarra mit 140 Einwohnern (Stand: 2024).

## Lage
Uztárroz / Uztarroze liegt etwa 65 Kilometer ostnordöstlich von Pamplona an der Grenze zwischen Frankreich und Spanien. Die Gemeinde gehört zum Roncal-Tal.

## Sehenswürdigkeiten
- Engratienkirche
- Marienkapelle

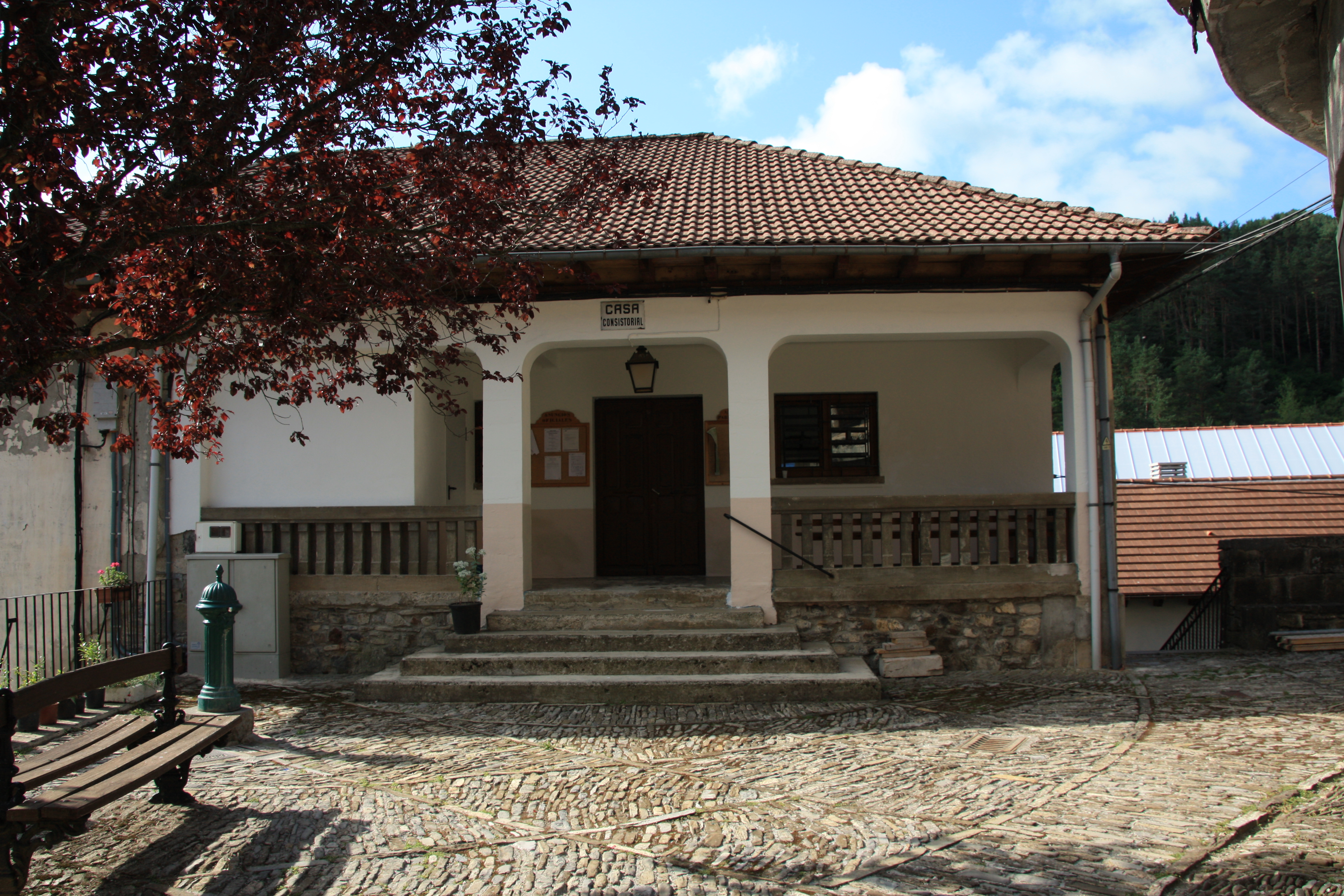
Rathaus